# Kaplica Pazzich
Kaplica Pazzich – kaplica rodowa Pazzich, znajdująca się przy kościele Santa Croce we Florencji. Została zaprojektowana przez Filippo Brunelleschiego ok. 1430 roku. 
Prace przy budowie kaplicy rozpoczęły się dopiero w 1442 roku. Po śmierci Brunelleschiego prace przy budowie kaplicy kontynuował Bernardo Rosselino aż do roku 1478, czyli do wygnania rodziny Pazzich z Florencji. Prace zostały przerwane przed ukończeniem górnej części fasady (zamiast zwieńczenia fasady widoczny jest z zewnątrz niewielki daszek przykryty dachówką). 
Nawę wybudowano na planie prostokąta (o wymiarach 17,9 × 10,5 m). Jej centralną część przykryto podzieloną na 12 pól kopułą wspartą na bębnie, który opiera się na pendentywach. Wieńczy ją latarnia (ukończona w 1461). Wysokość wnętrza od posadzki do wierzchołka kopuły wynosi 20,85 m, do podstawy kopuły 14,92 m, a samych ścian do gzymsu – 9,22 m). Do kaplicy przylega prezbiterium zaprojektowane na planie kwadratu. Przesklepiono je gładką kopułą opartą na żagielkach. Wejście poprzedza oparty na sześciu kolumnach korynckich podcień. Przedsionek przykrywa sklepienie kolebkowe z kopułą opartą na pendentywach w centralnej części. 
Wystrój kaplicy jest dziełem Desideria da Settignano, Luki della Robbia, Donatella i Giuliano da Maiano. Z warsztatu Luki della Robbia pochodzą medaliony umieszczone, wraz z herbem rodziny Pazzich, na pendentywach kopuły w kaplicy. Medaliony przedstawiające czterech Ewangelistów wykonane zostały z glazurowanej ceramiki. Ściany w portyku i wewnątrz kaplicy podzielone zostały na pola kanelurowanymi, płaskimi pilastrami o głowicach wzorowanych na porządku korynckim. Okna i drzwi otrzymały delikatnie zaznaczone, rzeźbiarskie obramowania. W polach ścian pełnych (bez okien) umieszczono dekoracje nawiązujące do kształtu okien. Górną część ścian zamyka gzyms, nad którym umieszczono fryz ozdobiony rzeźbiarskim detalem. Nie ma pewności, czy fryz jest dziełem Brunelleschiego czy Donatella.

## Galeria

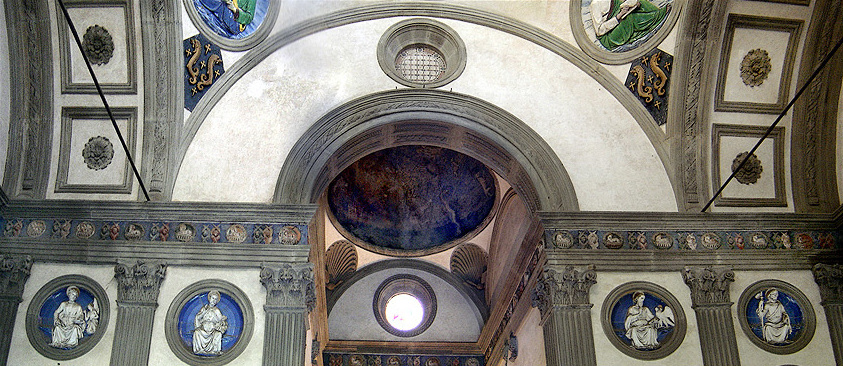
Fragment wnętrza
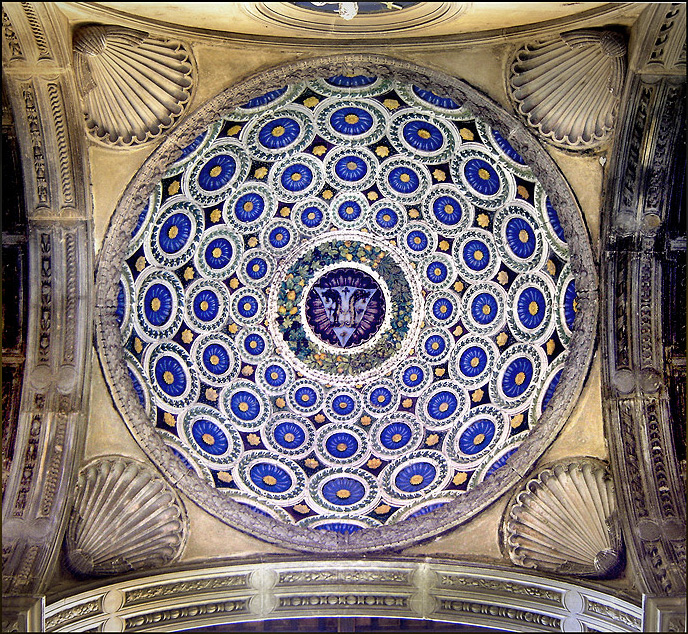
Sklepienie w przedsionku
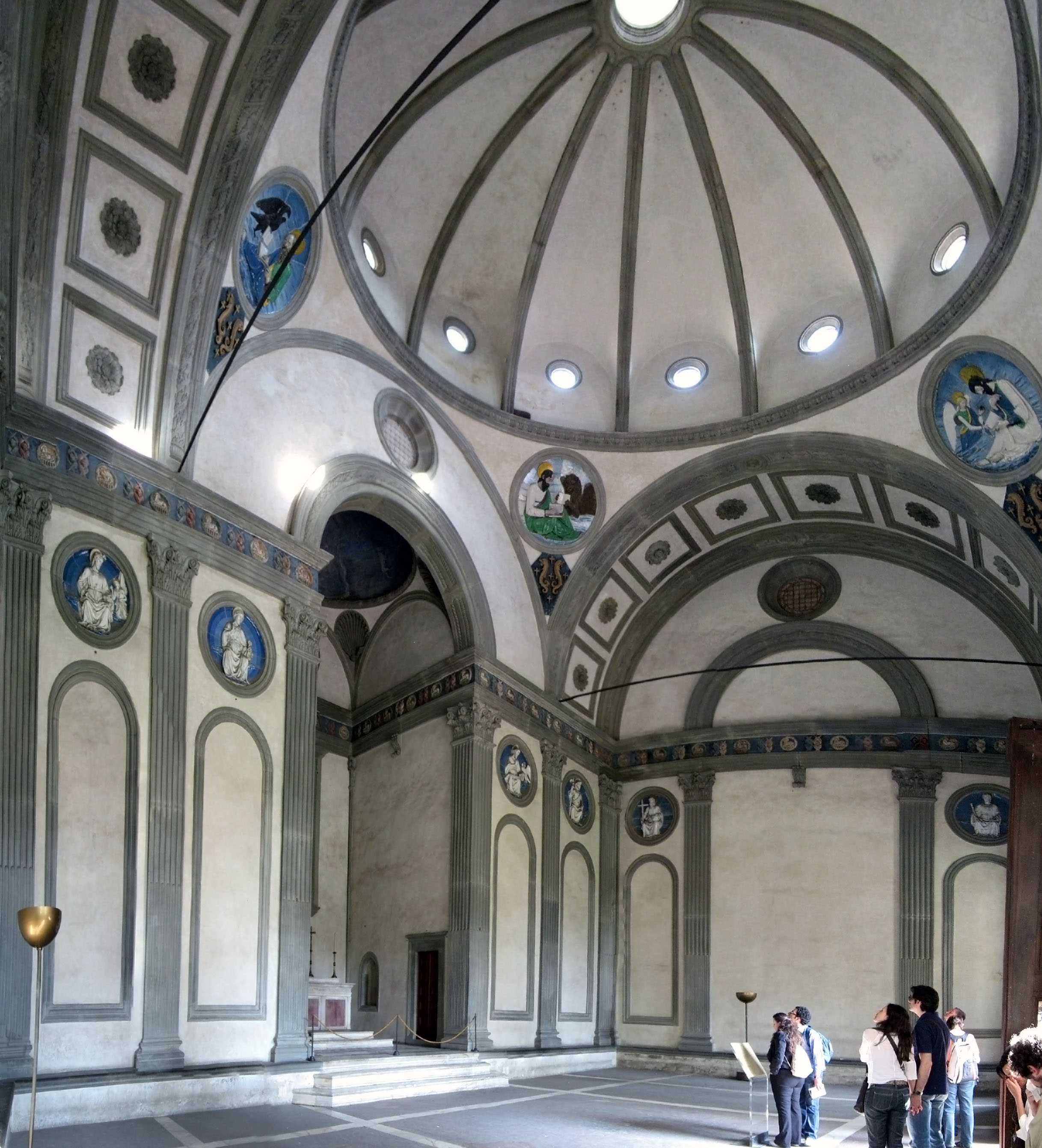
Wnętrze